# Woodsia (fisk)
Woodsia är ett släkte av fiskar. Woodsia ingår i familjen Phosichthyidae.
Arter enligt Catalogue of Life:
- Woodsia meyerwaardeni
- Woodsia nonsuchae